# Alberto Ferrero (général)
Pour les articles homonymes, voir Alberto Ferrero et Ferrero (homonymie).
Alberto Ferrero (Bricherasio, 27 octobre 1885 - Turin, 9 mars 1969) était un général italien du Corps alpin de l'armée royale (Regio Esercito) pendant la Seconde Guerre mondiale.

## Biographie
Élève de l'école militaire de Modène à partir du 3 novembre 1905, il est nommé sous-lieutenant (sottotenente) au 3e régiment alpin le 5 septembre 1907. En tant que lieutenant (tenente), il a participé à la guerre italo-turque avec le bataillon "Fenestrelle" en Cyrénaïque en 1911/1912. En tant que capitaine (capitano) du 5e régiment alpin, il a participé à la Grande Guerre en 1915/1918, atteignant le grade de major (maggiore) en 1917.
En 1919/1920, il sert dans le 1er régiment alpin (1º Reggimento alpini) et est ensuite affecté à l'état-major de l'armée à Rome. Après une longue période de convalescence en 1924, il reprend le service au quartier général du corps d'armée à Turin ; en 1926, promu lieutenant-colonel (tenente colonnello), il est transféré à l'École de guerre où il est professeur.
En tant que colonel (colonnello), il commande le 1er régiment alpin en 1933 et, à partir du 20 octobre 1936, il est chef du bureau des services de l'état-major général à Rome. En tant que général de brigade (generale di brigata), à partir de 1937, il est chargé des fonctions de commandant de la 4e division alpine "Cuneense" jusqu'au 9 décembre 1938, date à laquelle il est affecté au ministère de la Guerre.
Général de division (generale di divisione), il reprend le commandement de la "Cuneense" en 1940 pour participer à la Seconde Guerre mondiale et aux opérations sur la frontière occidentale des Alpes. Transféré en décembre 1940 sur le front gréco-albanais avec son unité, il quitte ce commandement le 16 mars 1941 pour prendre le poste de chef d'état-major du "Commandement supérieur des FF.AA. en Albanie", acceptant la reddition de l'armée grecque le 23 avril suivant. À partir du 5 juin 1941, il est affecté au commandement de l'École supérieure de guerre.
À partir du 18 juin 1942, il prend le commandement du nouveau XXIIIe corps d'armée, opérant en Vénétie julienne et en Istrie, jusqu'à la proclamation de l'armistice le 8 septembre 1943 (armistice de Cassibile).

## Décorations
- Médaille commémorative de la guerre italo-turque 1911-1912
 - Médaille italienne de la Victoire interalliée